# Pouvoir administratif
 (septembre 2018).
Le pouvoir administratif s'inscrit dans une redéfinition moderne de la séparation des pouvoirs (législatif, exécutif et judiciaire) théorisée notamment par Locke et Montesquieu. Cette nouvelle vue a été particulièrement développée par le politologue Gérard Bergeron.
Bergeron établit que l'État possède quatre fonctions : législative, juridictionnelle, gouvernementale et administrative. Celles-ci remplacent les trois pouvoirs, particulièrement en ce qui a trait au pouvoir exécutif. C'est que ce dernier « continue à désigner un organe qui fait à peu près tout sauf exécuter au sens strict où, plus équivoquement encore, on recouvre par ce terme les fonctions distinctes de gouvernement et d'administration ».

## Les quatre fonctions élémentaires de l'État selon Gérard Bergeron
Gérard Bergeron oppose tout d'abord deux grands types de pouvoirs :

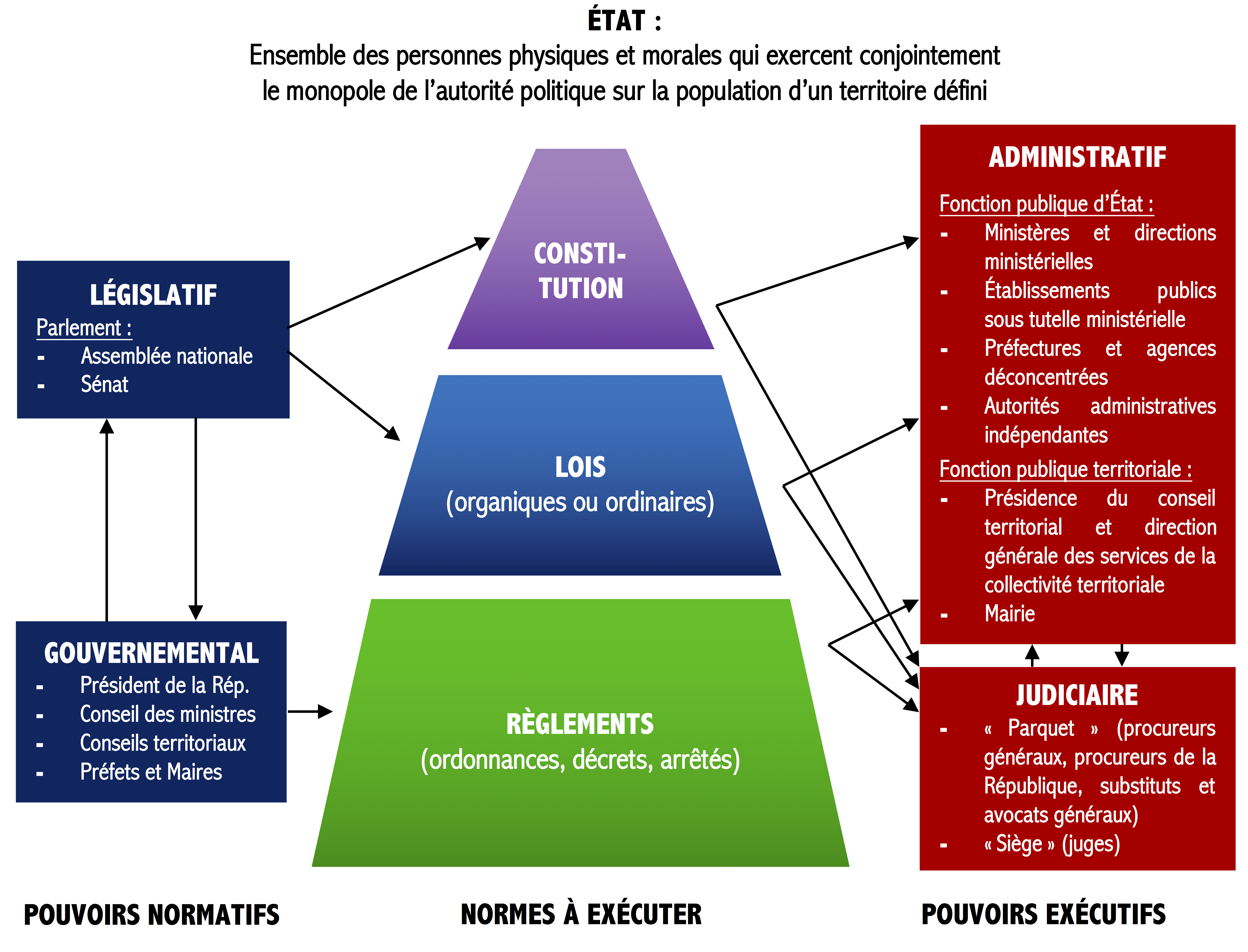
Schéma simplifié des quatre fonctions de l'État en France tels qu'ils sont décrits par Gérard Bergeron (fonction législative, fonction gouvernementale, fonction administrative et fonction judiciaire)

- d'une part, ceux qui consistent à édicter des normes juridiques (c'est-à-dire le Droit, les règles valant pour tous les citoyens d'un État, d'une collectivité territoriale ou d'une commune : lois, ordonnances, décrets, arrêtés), appelés alors "pouvoirs normatifs" (ou "impératifs") ;
- d'autre part, ceux qui consistent à appliquer ces normes, appelés "pouvoirs exécutifs" (dont le sens ne se superpose pas tout à fait à la théorie de Montesquieu).

### Les pouvoirs normatifs
Les pouvoirs normatifs, dans la théorie de Gérard Bergeron, sont intrinsèquement liés à la théorie de la hiérarchie des normes de Hans Kelsen. Selon cette théorie, le droit est composé de trois grandes familles de normes (mis à part les traités internationaux) :
- la Constitution (ou "Loi fondamentale" selon les pays), qui régit toutes les autres normes ;
- la Loi, soumise à la constitution, et pouvant être de deux natures :
  - les lois organiques : précisant un article de la constitution
  - les lois ordinaires
- les règlements (ordonnances, décrets, arrêtés à portée générale), soumis aux lois et à la constitution, et pouvant dans certains cas en préciser le contenu (décrets d'application de lois)

Les actes administratifs individuels (circulaires, arrêtés à portée individuelle, etc.) sont volontairement mis à part, car ils sont spécifiques à une administration précise ; celui qui édicte ces actes agit davantage en tant que chef d'un service administratif, et moins en tant que gouvernant politique.
En somme, on distingue :
- d'un côté, les normes que l'on pourrait dire "de long terme" (constitution et lois), destinées à durer le plus longtemps possible, mais dont le défaut est une grande lenteur dans leur élaboration : pour garantir leur qualité, les lois sont soumises à des processus législatifs longs avec de nombreux contrôles (la "navette parlementaire" française en est une parfaite illustration)
- d'un autre côtés, les normes que l'on dirait "de court terme" (règlements), qui n'ont pas vocation à durer, mais qui présentent l'avantage de pouvoir être déployées rapidement et de répondre en temps et en heure à des situations spécifiques.

Pour Gérard Bergeron, les lois sont l'apanage du pouvoir législatif, tandis que les règlements sont du ressort du pouvoir gouvernemental (ou pouvoir réglementaire).

### Les pouvoirs exécutifs
Les pouvoirs exécutifs désignent l'ensemble des autorités de l'État dont la fonction est de faire respecter les lois et les règlements au sein de la société. Gérard Bergeron en définit deux : le pouvoir administratif, et le pouvoir judiciaire.

## Le pouvoir administratif en théorie

### Sens premier
Le terme d'"administration" est issu du latin ad-ministro (littéralement : servir [quelque chose] à [quelqu'un]). On retrouve ce mot dans le vocabulaire politique de la république romaine, notamment pour désigner les services de l'État ainsi que ceux qui les dirigent.

On pourrait définir l'administration comme l'ensemble des services qui permettent à l'État d'agir sur la société. Citons à ce sujet Éric Weil :
“L'administration constitue le point d'insertion du politique dans le social”.
Que ce soit en politique ou dans l'Église catholique, le concept d'administration est lié avec celui de ministère. Tous deux ont d'ailleurs un radical commun : minister (littéralement : serviteur). Ainsi, dans la plupart des États modernes, notamment en France, l'administration étatique est pilotée par différents ministères spécialisés. Ces ministères ont à leur disposition des directions ministérielles, découpées à leur tour en services. Une longue chaîne de corps administratifs intermédiaires permet ainsi au ministre de l'Intérieur de diriger la police, la gendarmerie, le renseignement, etc., au ministre de l'économie de diriger l'administration fiscale, les organismes de statistique, les organismes d'investissement auprès des entreprises, etc., et ainsi de suite.

### Points communs entre pouvoir administratif et pouvoir judiciaire
La distinction entre l'administratif et le judiciaire n'est pas toujours évidente. Dans les deux cas, leur mission est d'assurer le respect des lois et des règlements au sein de la société ; dans les deux cas, il s'agit de services de l'État. On parle d'ailleurs volontiers de la justice comme d'une "administration judiciaire". En France, le pouvoir judiciaire est découpé en deux grands cadres :
- d'un côté, les magistrats du parquet (procureurs généraux, procureurs de la République, substituts et avocats généraux) sont subordonnés au ministère de la Justice, et donc inclus dans l'administration centrale ;
- de l'autre, les magistrats du siège (juges généralistes, juges d'instruction, juges de l'application des peines, juges des libertés et de la détention, juges des enfants, etc.) n'ont pas de compte à rendre au ministère de la Justice.

Dans la pratique comme dans la théorie, il n'y a donc pas de frontière stricte qui sépare l'administration et la justice.

### Différences entre pouvoir administratif et pouvoir judiciaire
S'il est difficile de considérer une différence entre justice et administration dans le fond (rôle à peu près similaire), Gérard Bergeron émet pourtant une différence majeure dans la forme que prend leur action, et dans leur mode de fonctionnement.
L'histoire a donné à ces deux pouvoirs des formes différentes : d'une part, l'administration est, par nécessité, une structure très hiérarchisée, visant à offrir à l'échelon le plus élevé (ministère) un contrôle central sur tous les services qu'il assure. La justice, quant à elle, échappe à ce centralisme, et bénéficie d'une indépendance des tribunaux et des juges vis-à-vis des gouvernements. D'autre part, l'administration a une mission de continuité de service : il y a toujours une police pour prévenir les désordres, un système de soin pour soigner, un système éducatif pour instruire, etc. En conséquence, l'administration dispose d'une capacité d'initiative pour assurer cette continuité. La justice, quant à elle, n'intervient que dans des cas ponctuels, des affaires spécifiques. Elle ne peut agir qu'en étant saisie depuis l'extérieur. Le juge ne peut pas, de sa propre initiative, se saisir d'une affaire et la juger.

### Confusion entre pouvoir administratif et pouvoir gouvernemental
Cette distinction est probablement la plus difficile, tant nos gouvernements actuels mélangent ces deux concepts sous le terme général de "pouvoir exécutif" (or nous avons vu qu'il était plus cohérent de réserver ce terme aux fonctions administratives et judiciaires). Gérard Bergeron insiste d'ailleurs sur ce point : la distinction entre gouvernement et administration est une différence de fonction et non une différence d'organe.
Par exemple, un ministre français est à la fois détenteur d'une fonction gouvernementale en tant que membre du gouvernement (il participe notamment à l'élaboration des décrets votés en Conseil des ministres), et aussi titulaire d'une fonction administrative en tant que chef des services d'un ministère. De même, un maire a une fonction gouvernementale en tant que chef du conseil municipal (il dispose alors d'un pouvoir réglementaire lui permettant de déposer des arrêtés municipaux), et une fonction administrative en tant que chef de l'administration municipale (mairie).
Une seconde difficulté vient perturber la séparation entre pouvoir administratif et pouvoir gouvernemental : c'est l'ambigüité du terme de "règlement" dans le droit français qui englobe aussi bien certains décrets relevant du Droit (en particulier la partie réglementaire des codes juridiques) que des actes administratifs particuliers destinés à une administration précise (notamment les circulaires et certains arrêtés), voire des actes administratifs individuels. À ce titre, la Constitution de la Ve République définit comme règlement toute norme qui n'est pas une loi (article 37).

## Le pouvoir administratif en pratique

### En France

#### L'administration étatique (fonction publique d'État)

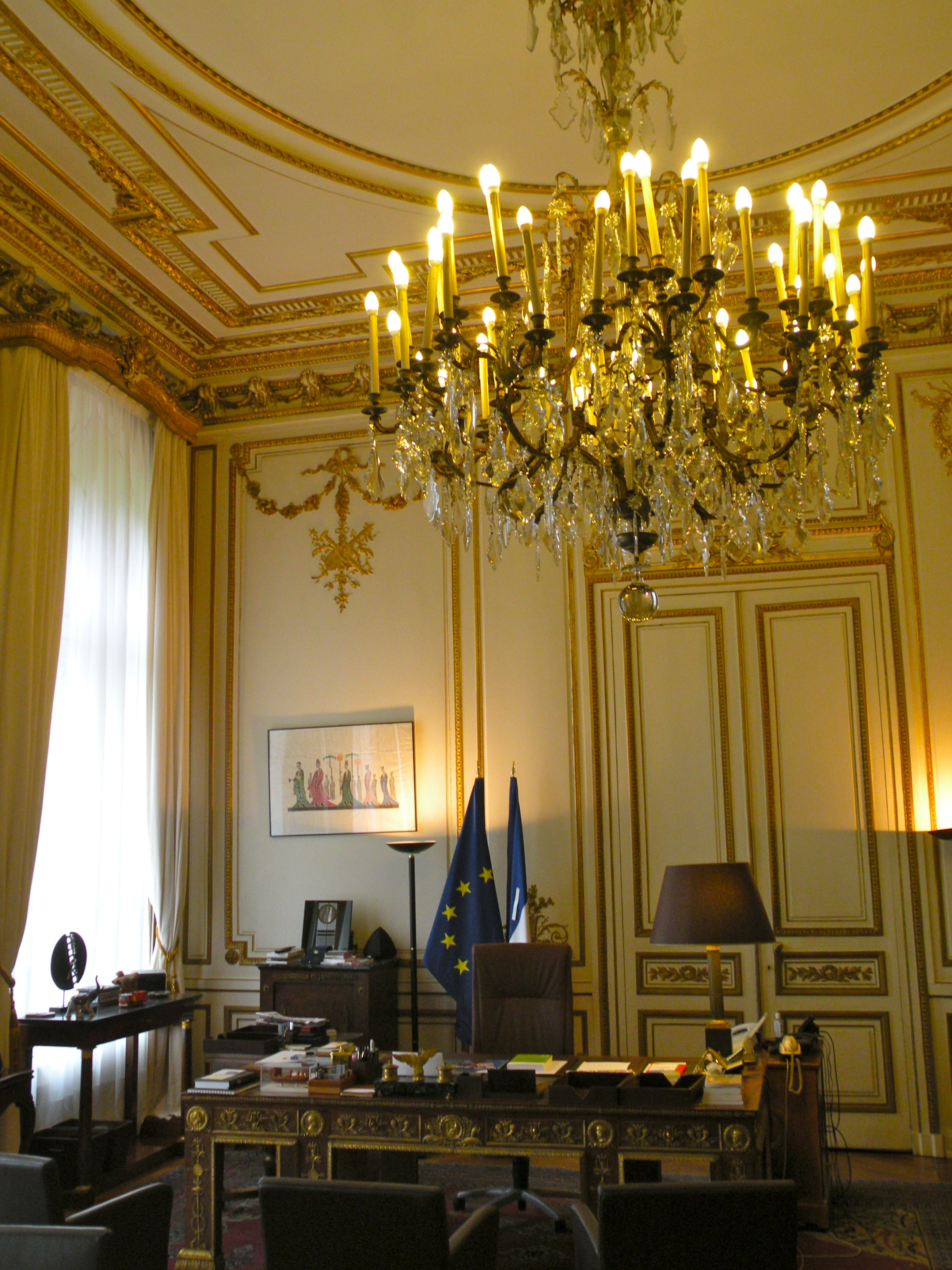
Bureau du ministre de l'Intérieur, à l'hôtel Beauvau (Paris, 8e arrondissement)

En France, l'administration centrale est sous la coupe des ministères, eux-mêmes contrôlés par le gouvernement (auquel participent les différents ministres). Les autorités administratives indépendantes (comme la Haute Autorité pour la transparence de la vie publique, le Défenseur des droits, la Haute Autorité de Santé, etc.) sont les rares exceptions à bénéficier d'une libre initiative vis-à-vis des ministères.
Prenons pour exemple l'un des principaux ministères du gouvernement : le ministère de l'Intérieur comprend divers services, comme la DGPN (direction générale de la Police nationale), la DGSI (direction générale de la sécurité intérieure), la DGGN (direction générale de la gendarmerie nationale). Chacun de ces services est lui-même organisé en directions centrales spécialisées (la direction centrale de la police judiciaire, la direction centrale de la sécurité publique, la direction centrale de la police aux frontières, l'inspection générale des services, etc.). En outre, le ministère exerce également son autorité sur des administrations externes (les préfectures de région et de département notamment).
Un autre exemple : le ministère de la Santé comprend deux directions générales propres : celle de la santé, et celle de l'offre de soin. Il partage avec d'autres ministères la direction générale de la cohésion sociale, la direction de la sécurité sociale, et la direction de la recherche, des études, de l'évaluation et des statistiques. En outre, le ministère pilote également l'action d'un certain nombre d'établissements publics : l'EFS (Établissement français du sang), les ARS (Agences régionales de santé) des différentes régions, Santé publique France (Agence nationale de Santé publique), l'ANSM (Agence nationale de sécurité du médicament), l'ABM (Agence de la biomédecine), l'ACOSS (Agence centrale des organismes de sécurité sociale), etc.

#### L'administration décentralisée (fonction publique territoriale)

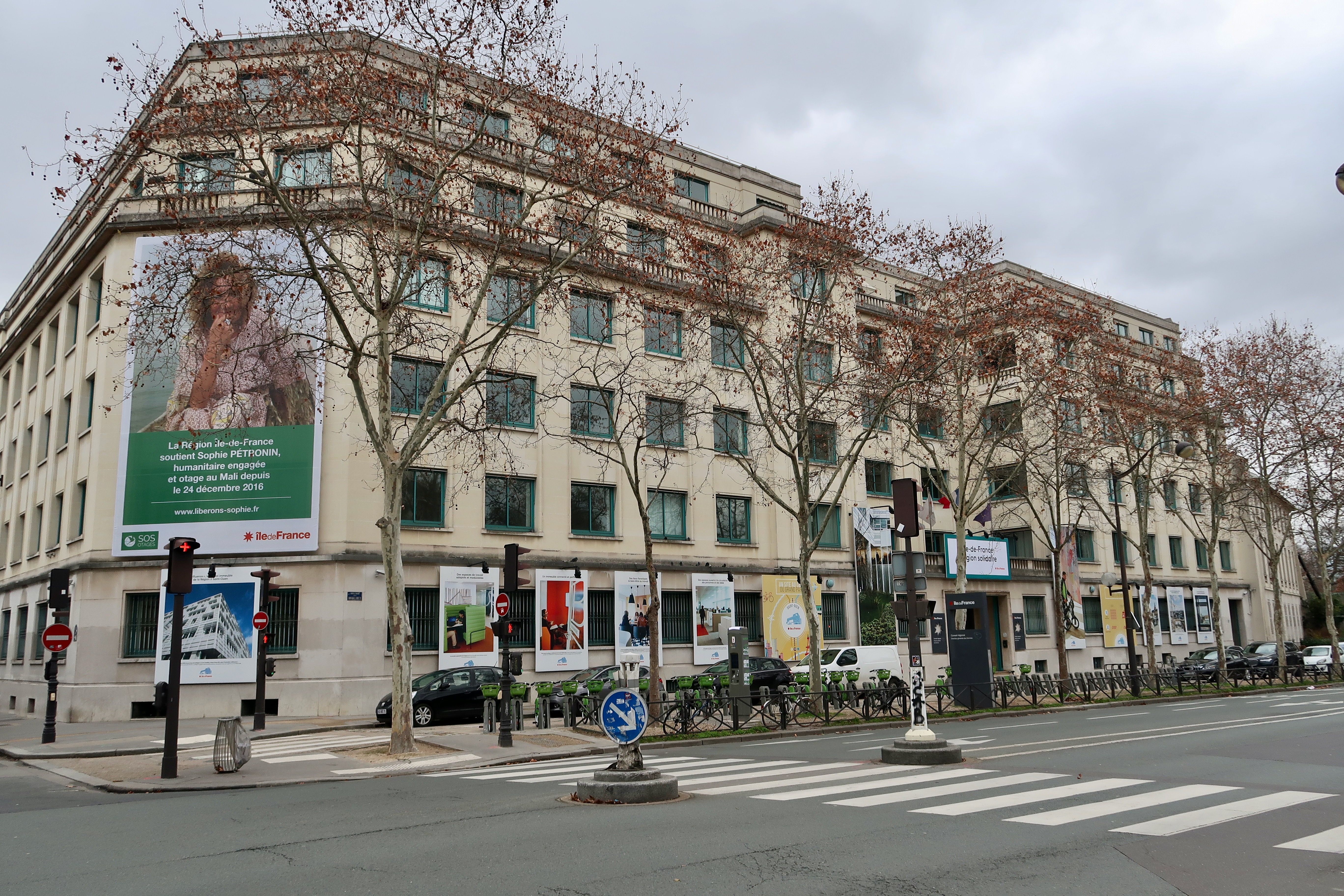
Façade du bâtiment abritant la direction générale des services du Conseil régional d'Île-de-France (Paris)

Depuis les années 1980, de plus en plus de services administratifs sont confiés, non plus aux ministères, mais aux collectivités territoriales. Ce phénomène est appelé "décentralisation".
En matière sociale, on peut prendre pour exemple la protection maternelle et infantile (PMI). Chaque département dispose d'une direction générale des services (subordonnée au président du conseil départemental) ayant la charge de coordonner les différentes activités du département, notamment le service de PMI. Celui-ci est dirigé par un chef de service qui coordonne l'activité des différents centres de PMI disséminés dans les communes du territoire.
En matière économique, on peut prendre pour exemple la politique économique de la région Île-de-France en mai 2018. La direction générale des services de la région pilote différentes directions spécialisées, dont la direction des entreprises et de l'emploi. Cette dernière coordonne à son tour différents services, notamment le service des politiques économiques régionales, ou encore celui des aides aux entreprises.

### Aux États-Unis
Le système administratif américain est assez différent du système français. En dehors du fait qu'il s'agisse d'un système fédéral, concentrons-nous sur la forme même de l'administration centrale (fédérale).
En Amérique, chaque département exécutif fédéral (équivalent des ministères français) est dirigé par un secrétaire. Le secrétaire participe aux réunions du cabinet, mais n'y occupe qu'un rôle consultatif auprès du Président des États-Unis. Par ailleurs, il n'y a pas de responsabilité partagée entre les différents secrétaires. Chacun est responsable individuellement devant le Président des États-Unis, et nommé par lui avec le consentement du Sénat. Les secrétaires ont donc essentiellement un rôle administratif, tandis que le Président détient l'exclusivité du pouvoir gouvernemental et est le chef suprême du pouvoir administratif.
À l'instar du système français, chaque département fédéral est ensuite organisé en différents bureaux ou agences fédérales, comme le FBI (bureau fédéral d'investigation), le bureau fédéral des prisons, etc.